# ميراندا ريتشاردسون
ميراندا ريتشاردسون (بالإنجليزية: Miranda Richardson)‏ مواليد 3 مارس 1958 في لانكشر، إنجلترا، هي ممثلة إنجليزية بدأت مسيرتها الفنية عام 1981. كما أنها من الفائزات بجائزة غولدن غلوب.

## أعمالها
بدأت ميراندا حياتها العملية على المسرح، وشاركت في مسرحية "Moving" عام 1980. عام 1987،
وكان أول أفلامها عام 1985،حيث لعبت دور روث إليس في فيلم الرقص مع غريب. عام 1987 حازت على جائرو لورنس أوليفر لأحسن ممثلة عن كذبة العقل. أما تلفزيونياً، فقد ظهرت في مسلسل كوميديا الموقف "Blackadder" في الفترة 1986- 1989. حازت على جائزة بافتا لأفضل ممثلة في دور ثانوي عن فيلم دمار (1992. كما حازت جائزة غولدن غلوب على فيلم 1992 مسحور أبريل والفيلم التلفزيوني الوطن 1994. من أفلامها الأخرى:
- إمبراطورية الشمس (فيلم) (1987)
- لعبة البكاء (فيلم) (1992)
- الرسول (1997)
- سليبي هولو (1999), العنكبوت (فيلم) (2002)
- هاري بوتر وكأس النار (فيلم) (2005)
- صنع في داغنهام (2010)

## وصلات خارجية
- ميراندا ريتشاردسون على موقع IMDb (الإنجليزية)
- ميراندا ريتشاردسون على موقع روتن توميتوز (الإنجليزية)
- ميراندا ريتشاردسون على موقع مونزينجر (الألمانية)
- ميراندا ريتشاردسون على موقع قاعدة بيانات الأفلام العربية
- ميراندا ريتشاردسون على موقع ألو سيني (الفرنسية)
- ميراندا ريتشاردسون على موقع ميوزك برينز (الإنجليزية)
- ميراندا ريتشاردسون على موقع تيرنر كلاسيك موفيز (الإنجليزية)
- ميراندا ريتشاردسون على موقع أول موفي (الإنجليزية)
- ميراندا ريتشاردسون على موقع قاعدة بيانات الأفلام السويدية (السويدية)
- ميراندا ريتشاردسون على موقع إن إن دي بي (الإنجليزية)